# Das unheimliche Haus (1942)
Das unheimliche Haus ist ein französischer Spielfilm aus dem Jahr 1942. Regie führte Henri Decoin. Literarische Vorlage ist der Roman Fremd im eigenen Haus (Originaltitel: Les inconnus dans la maison) von Georges Simenon, der 1992 ein weiteres Mal verfilmt wurde (siehe: Das unheimliche Haus (1992)).

## Inhalt
Hector Loursat lebt als Strafverteidiger zusammen mit seiner Tochter Nicole in einem heruntergekommenen Haus in der französischen Provinz. Seitdem Hector von seiner Frau verlassen wurde, ist er dem Alkohol zugetan und sorgt sich kaum um seine Tochter. Eines Tages wird in Hectors Haus ein junger Mann ermordet und er findet schnell heraus, dass seine Tochter in den Mord involviert sein könnte. Die Polizei vernimmt Nicoles Freund Emile, der unter Tatverdacht steht. Emile bittet Hector, ihn vor Gericht zu verteidigen. Mit einer beeindruckenden Rede gelingt es Hector schließlich Emile zu entlasten.

## Kritik
„Eine sozialpsychologische Studie in Form eines Kriminal- und Gerichtsfilms, der sich durch seinen beachtlichen sozialkritischen Tenor auszeichnet. Den Kommentar spricht Pierre Fresnay. 1944, nach der Befreiung Frankreichs, wurde der Film verboten.“

## Synchronisation
| Rolle                | Darsteller          | Synchronsprecher (1943) | Synchronsprecher (1954/1956) |
| -------------------- | ------------------- | ----------------------- | ---------------------------- |
| Hector Loursat       | Jules Raimu         | Alfred Haase            | Kurt Steingraf               |
| Émile Manu           | André Reybaz        | Eduard Wesener          | Friedhelm von Petersson      |
| Marthe Dossin        | Tania Fédor         | Annegret Riffel         |                              |
| Mme Manu             | Héléna Manson       |                         |                              |
| Kommissar Binet      | Noel Roquevert      |                         |                              |
| Nicole Loursat       | Juliette Faber      | Sabine Peters           | Evamaria Bath                |
| Gérard Rogissart     | Jacques Baumer      | Paul Walther            | Fritz Ley                    |
| Gerichtspräsident    | Jacques Grétillat   | Siegfried Niemann       | Kurt Mühlhardt               |
| Angéle (Köchin)      | Marguerite Ducouret | Erna Sellmer            |                              |
| Edmond Dossin        | Marc Doelnitz       | Hugo Schrader           | Carl Maria Weber             |
| Amédée/Ephraïm Luska | Marcel Mouloudji    | Carl Ballhaus           | Peter Groeger                |
| Marcel Destrivaux    | Jacques Denoel      | Heinz Herkommer         | Hans Edgar Stecher           |
| Erzähler             | Pierre Fresnay      | Rudolf Platte           |                              |
| Ducup (Richter)      | Jean Tissier        |                         | Johannes Knittel             |
| Daillat              | Pierre Ringel       |                         | Michael Kapler               |

Die Original-Synchronisierung stammt aus dem Jahre 1943 und wurde von Continental-Films in Paris unter der Synchronregie von Hans Conradi erzeugt, die zweite Fassung wurde in den DEFA Studios in Berlin 1954 oder 1956 hergestellt, wobei Horst Ruddies die Synchronregie und Annette Ihnen das Dialogbuch führte.